# Abraham Rees
Abraham Rees (1743 – 9 de junio de 1825) fue un naturalista, ministro religioso no-conformista galés, y extraordinario compilador de Rees's Cyclopaedia (en 45 volúmenes).

## Vida
Era el segundo hijo de Lewis Rees, y su madre Esther Penry, hija de Abraham Penry, y había nacido en Llanbrynmair, Montgomeryshire. Lewis Rees (2 de marzo de 1710 - 21 de marzo de 1800) era un ministro independiente en Llanbrynmair: de 1734 a 1759, y en Mynyddbach, Glamorganshire, de 1759 a 1800. Abraham fue educado para el Ministerio en la Academia Coward en Wellclose Square, cerca de Londres, con el pastor David Jennings, ingresando en 1759. Para 1762 ya era tutor asistente en Matemática y Filosofía natural; en el traslado de la Academia de Hoxton después de la muerte de Jennings, en 1762 se convirtió en profesor residente, un puesto que mantuvo hasta 1785, sus colegas fueron Andrew Kippis y Samuel Morton Savage; subsecuentemente sería tutor de hebreo y matemática en el New College at Hackney, de 1786 a 1796.
Su primer compromiso ministerial fue en la congregación independiente de Clapham, donde predicó una vez a la quincena, como asistente de Philip Furneaux. En 1768 se convirtió en asistente de Henry Read (1686–1774) en la congregación presbiteriana en St. Thomas's, Southwark, y le sucedió como párroco en 1774. En 1783 se trasladó a la pastoral de la Congregación Old Jewry, y mantuvo ese cargo hasta su muerte, siendo tanto por la mañana como por la tarde predicador (inusual entonces, entre los presbiterianos de Londres); así que compartió (desde 1773) un domingo por la noche en el Salón de conferencias Salters, y siendo uno de los profesores de martes a la mañana en el Salón de Salters hasta 1795. Una nueva Casa de reuniones, de forma octogonal, fue construido para él en la Calle Jewin, y abierta el 10 de diciembre de 1809. Fue elegido administrador de las fundaciones del Dr. Daniel Williams en 1774, y Secretario de la "Junta Presbiteriana" en 1778, y celebró en ambos ámbitos hasta su muerte.
El 31 de enero de 1775 recibió el grado de D.D. en la Universidad de Edinburgo. Hacía una visita trienal al País de Gales como examinador de la Academia de Carmarthen. En 1806 fue designado distribuidor del inglés regium donum.
Cuando se presentó a la Dirección del cuerpo de ministros de los «tres denominaciones: presbiterianos, independientes, y bautistas; en 1820 sobre la adhesión de Jorge IV, se señaló que, como estudiante, había asistido a similar diputación con Jorge III sesenta años antes. De acuerdo a Alexander Gordon en el Dictionary of National Biography, su teología era de un carácter de mediación y de transición; sus doctrinas tenían un sabor evangélico, aunque en esencia, eran de un tipo arriano, y de estabilidad a los de Richard Price, Y se mantuvo al principio de una restauración universal. Fue el último de los ministros disidentes de Londres que ofició con una peluca.
Falleció en su residencia de "Plaza Artillery", Finsbury, el 9 de junio de 1825, y fue sepultado el 18 en Bunhill Fields, el servicio estuvo a cargo de seis ministros de las «tres denominaciones". La oración fúnebre fue leída por Thomas Rees, y el sermón del funeral, el 19, lo hizo Robert Aspland. Rees, sobrevivió a su esposa y a todos sus hijos, y dejó varios nietos. Uno de sus hijos: Nathaniel Penry Rees, falleció el 8 de julio de 1802, en un viaje de Bengala a Santa Helena. Su única hija se casó con John Jones.

## Obra
El trabajo científico de Rees como enciclopedista comenzó como un mejorador de la Cyclopædia de Ephraim Chambers, originalmente publicada en 1728, en dos volúmenes; siendo reeditada por Rees en 1778; y, con la incorporación de un suplemento y muchísimas nuevas materias, fue publicado por él entre 1781 a 1786, en 4 vols.; reimpresa entre 1788 a 1791. En reconocimiento de su trabajo fue elegido en 1786 como miembro de la Royal Society, y subsecuentemente de la Sociedad linneana de Londres, y de la "American Society". A continuación, proyecta una publicación más completa. Su primera parte de The New Cyclopædia, o Universal Dictionary of Arts and Sciences … Biography, Geography, and History, &c., fue publicada el 2 de enero de 1802, y esa obra se completó en cuarenta y cinco volúmenes, incluyendo seis vols. de planchas, en agosto de 1820. Las partes fueron emitidas a intervalos irregulares, dos piezas constituían un volumen. Se prestó gran atención a las biografía de ingleses; los artículos botánicos fueron en general aportados por Sir James Edward Smith. Fue felicitado, en la realización de su tarea, por su amigo, John H. Evans (1767–1827), y Rees responde: 

‘Le agradezco, pero me sentiría más agradecido pues he estado esquivando a publicar mis cuatro volúmenes de sermones.’

Además de los sermones únicos, de 1770 a 1813, Rees publicó ‘Practical Sermons,’ de 1809, con 2 vols. y la 2ª ed. en 1812, y dos volúmenes adicionales en 1821. En conjunto con Kippis, Thomas Jervis, y Thomas Morgan, LL.D., sacó: ‘A Collection of Hymns and Psalms,’ &c., de 1795, con su novena edición en 1823, revisada por Rees y Jervis). Esa colección, generalmente conocida como de Kippis, fue el primer intento de entrega, para el uso general entre los disidentes liberales, un himnario para tomar el lugar de los de Isaac Watts. Apareció un suplemento en 1807, y otro en 1852.
- La abreviatura «Rees» se emplea para indicar a Abraham Rees como autoridad en la descripción y clasificación científica de los vegetales.[1]